# Feminismo provida

El feminismo provida es la oposición al aborto por parte de feministas que creen que los principios que informan su apoyo a los derechos de las mujeres también apoyan el derecho a la vida de los fetos. Las feministas provida creen que el aborto ha servido para herir a muchas mujeres más que para beneficiarlas.
El movimiento feminista por la vida comenzó a tomar forma a mediados de la década de 1970, con la fundación de Feministas por la vida en Estados Unidos y Mujeres por la vida en Gran Bretaña, las que buscaban cambio legales en estas naciones en las que el aborto estaba ampliamente permitido. Feministas por la vida y la Lista de Susan B. Anthony son las dos organizaciones feministas provida de mayor prominencia en Estados Unidos.

## Visión y objetivos
Las feministas provida creen que la opción legal a abortar "apoya las actitudes políticas y sociales anti-maternidad que limitan el respeto por la ciudadanía de la mujer." Laury Oaks, Profesora Asociada de Estudios Feministas en la Universidad de California, Santa Bárbara, escribe que cuando el aborto es legal, las feministas provida creen que las "mujeres terminan viendo al embarazo y la maternidad como un obstáculo para su completa participación en la educación y el lugar de trabajo," y describe al activismo feminista provida en Irlanda más como ser  "pro-madre" que "pro-mujer". Oaks hace notar que mientras los oponentes al aborto en Irlanda valorizan el ser madres y son críticas ante la noción de que la mujer tienen "un 'derecho' a una identidad más allá de la maternidad", algunas, como Breda O'Brien, fundadora de Feministas por la vida en Irlanda, también ofrecen argumentos inspirados en el feminismo de acuerdo al que las contribuciones de las mujeres a la sociedad no se limitan a tales funciones.
Generalmente las organizaciones feministas provida no distinguen entre sus visiones con relación al aborto como un tema lega, uno moral y un procedimiento médico. Tales distinciones son realizadas por muchas mujeres, por ejemplo, algunas que no abortarían un embarazo propio pero que prefieren que el aborto se mantenga legal.
Las prominentes organizaciones feministas provida estadounidenses buscan terminar con el aborto en el país. La Lista de la sufragista Susan B Anthony establece esta como su "meta final", y la fundadora de Feministas por la vida, Serrin Foster, dijo que ellas se "oponen al aborto en todos los casos porque la violencia es una violación de los principios básicos feministas".

## Relación con otros movimientos
Las feministas provida forman más parte del movimiento antiaborto que del movimiento feminista. Durante la segunda ola del feminismo en las décadas de 1960 y 1970 los emergentes grupos feministas provida fueron rechazados por los principales grupos feministas quienes sostenían que para que una mujer participara plenamente en la sociedad, el derecho "moral y legal al control de su fertilidad" es un principio fundamental. Desde su punto de vista las feministas por la vida decían que los grandes grupos feministas no hablaban por todas las mujeres. No habiendo logrado obtener una posición respetada por los grandes grupos feministas, las feministas provida se alinearon con grupos antiaborto y por el derecho a la vida.

## Controversias
El haberse unido a grupos antiaborto y por el derecho de la vida, de acuerdo a Oaks (2009), ha mermado el sentido feminista que las identificaba y las ha separado de otros grupos provida, a pesar de que utilizan argumentos "promujer" que son diferentes a los argumentos que utilizan otros grupos antiaborto.
Este movimiento es también considerado como contradictorio, ya que algunas personas consideran que el feminismo y el movimiento provida se tratan de términos contrarios. Por ejemplo, Leach (2020) nos dice que el movimiento provida ha evolucionado prácticamente a una campaña neopatriarcal que profundiza la opresión reproductiva. Mientras que el feminismo defiende la libertad reproductiva. Por lo tanto, de acuerdo a Leach (2020), ambos movimientos son contradictorios y tanto feministas como "feministas provida", deberían modificar sus discursos para poder ser un movimiento en conjunto.
Por otra parte el autor Crispin Sartwell (2005), han considerado que el feminismo provida, es solo otra rama del feminismo, ya que al igual que otros movimientos que tienen diferentes perspectivas, Sartwell considera al feminismo provida como una manera diferente de ver al feminismo.

## Feministas delsigloXIX
Los grupos feministas provida dicen que son continuadores de la tradición de las activistas de derechos de las mujeres del siglo XIX, tales como Susan B. Anthony, Elizabeth Cady Stanton, Matilda Joslyn Gage, Victoria Woodhull, Elizabeth Blackwell y Alice Paul quienes consideraban al aborto como un mal forzado por el hombre a la mujer. En su periódico, The Revolution, publicaron cartas, ensayos y editoriales en los que debatían muchos temas, incluyendo artículos que clamaban "homicida de niños" e "infanticidio."
A fines del siglo XX se abrió el debate sobre la posición de Susan B. Anthony sobre el aborto: las feministas provida estadounidense utilizan palabras e imágenes de Anthony para promover la causa provida. Académicos estadounidenses del feminismo del siglo XIX, y activistas pro opción, se opusieron a lo que consideraron un ataque al legado de Anthony y a su postura sufragista, diciendo que los activistas provida están atribuyendo falsas opiniones a Anthony y que utilizar palabras del siglo XIX para el debate actual del aborto pueden ser malentendidas.